# De ydmygede
De ydmygede er en dansk dokumentarfilm fra 2002 med instruktion og manuskript af Jesper Jargil. Filmen indgår i Jesper Jargils trilogi Troværdighedens rige sammen med De udstillede (2000) og De lutrede (2002).

## Handling
Lars von Trier er berømt for gennemførte iscenesættelser af ikke mindst sig selv. Og berygtet for sit temperamentsfulde forhold til skuespillerne, som han skiftevis elsker og afskyer. Dokumentarfilmen følger på nærmeste hold tilblivelsen af dogmefilmen Idioterne. Instruktøren dokumenterer en sårbar og konfliktfyldt skabelsesproces, som Trier selv kaldte "... en oppisket følelsestilstand, der er selve filmens teknik."